# Río Tea
Río Tea är ett vattendrag i Spanien.   Det ligger i provinsen Provincia de Pontevedra och regionen Galicien, i den nordvästra delen av landet, 400 km väster om huvudstaden Madrid.